# بطلمیوس دوازدهم

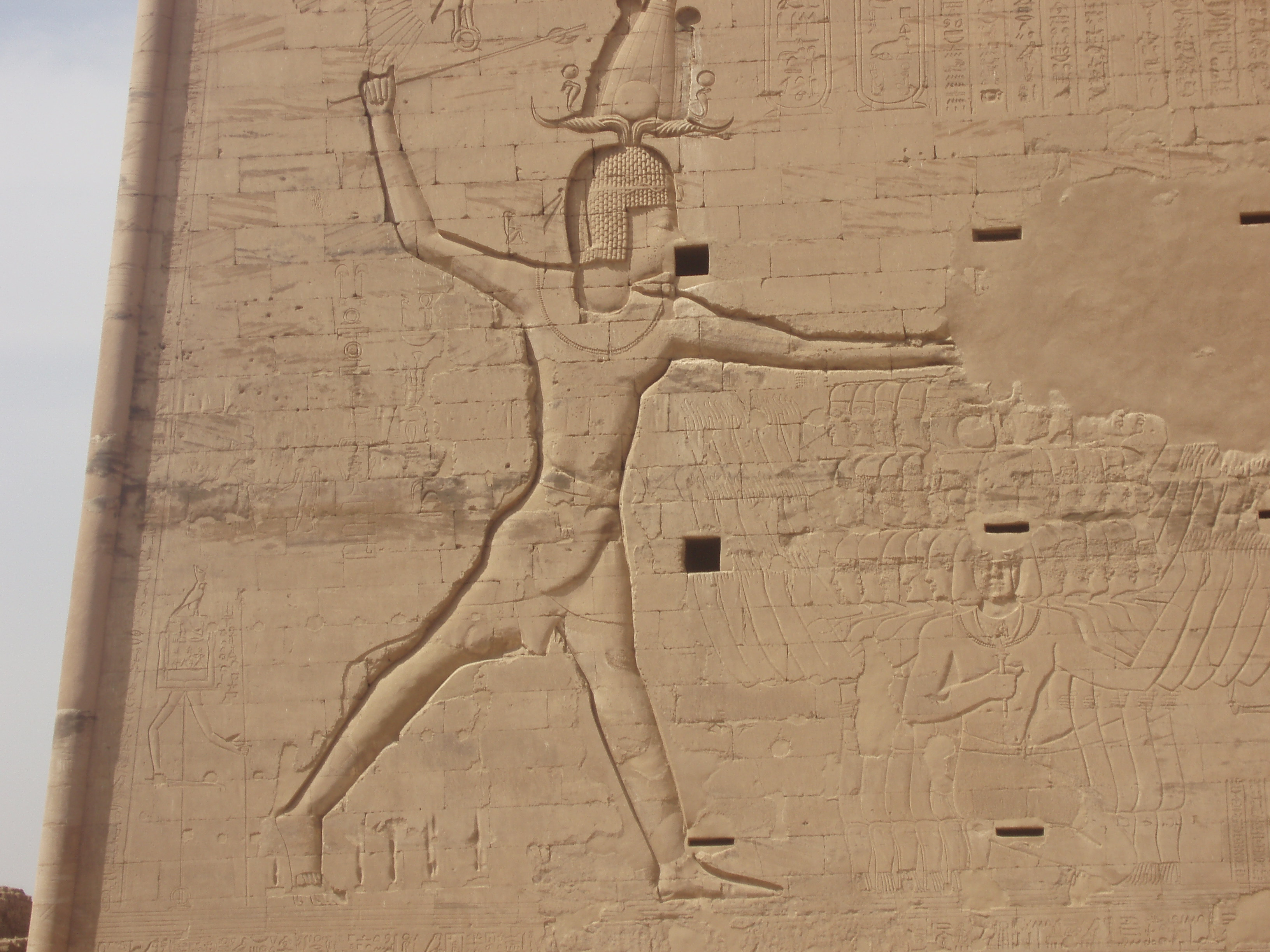
نقش‌برجسته‌ای از بطلمیوس دوازدهم در حال کوفتن گرز بر سر دشمنانش در معبد ادفو

بطلمیوس نئوس دیونیسوس تئوس فیلوپاتور تئوس فیلادلفوس (به معنای بطلمیوس، دیونیسوس جدید، خداوندگار دوستدار پدر، خداوندگار دوستدار برادر؛ ۱۱۷–۵۱ پیش از میلاد) معروف به «آولتس»، پادشاه مصر باستان و از اعضای دودمان سلطنتی مقدونی‌نژاد بطالسه بود. لقب او، آولتس، به معنای «فلوت‌زن» است و به علاقهٔ وافر شاه به نواختن فلوت اشاره دارد.